# Nuevo Limar
Nuevo Limar är en ort i Mexiko.   Den ligger i kommunen Tila och delstaten Chiapas, i den sydöstra delen av landet, 700 km öster om huvudstaden Mexico City. Nuevo Limar ligger 60 meter över havet och antalet invånare är 1 974.
Terrängen runt Nuevo Limar är huvudsakligen kuperad, men den allra närmaste omgivningen är platt. Runt Nuevo Limar är det ganska glesbefolkat, med 38 invånare per kvadratkilometer. Närmaste större samhälle är Tila, 17,4 km söder om Nuevo Limar. Trakten runt Nuevo Limar består till största delen av jordbruksmark.